# Sucha Beskidzka (stacja kolejowa)
Sucha Beskidzka – stacja kolejowa w Suchej Beskidzkiej w województwie małopolskim. Według klasyfikacji PKP ma kategorię dworca turystycznego.

## Ruch pasażerski
| Rok  | Wymiana pasażerska na dobę |
| ---- | -------------------------- |
| 2017 | 50-99                      |
| 2022 | 200-299                    |

## Historia
Galicyjska Kolej Transwersalna została otwarta w dniu 16 grudnia 1884 roku. Linia kolejowa do Kalwarii Zebrzydowskiej została otwarta 22 grudnia 1884 roku. W miejscowości została wybudowana parowozownia. Po drugiej wojnie światowej w parowozowni stacjonowały górskie parowozy OKz32 kursujące z pociągami pasażerskimi na linii zakopiańskiej. Po zelektryfikowaniu szlaku do Zakopanego w lokomotywowni stacjonowały elektryczne zespoły trakcyjne EN71 wyprodukowane do kursowania na liniach górskich. We wrześniu 2008 roku w miejscowości została zorganizowana parowozjada.